# Grimstorp
Grimstorp is een plaats in de gemeente Nässjö in het landschap Småland en de provincie Jönköpings län in Zweden. De plaats heeft 385 inwoners (2005) en een oppervlakte van 45 hectare. De plaats ligt aan de spoorweg Södra stambanan en is met een hoogte van 295 meter boven de zeespiegel de hoogst gelegen plaats aan deze spoorweg met een eigen station.